# Sturm Albert
Sturm Albert, született Steiner (Liptószentmiklós, 1851. február 12. – Budapest, 1909. február 14.) író, újságíró, műfordító, a Kisfaludy Társaság levelező tagja.

## Élete
Steiner Sámuel tanító és Kohn Sarolta fia. Középiskolai tanulmányait otthon mint magántanuló kezdte, Késmárkon folytatta és Lőcsén végezte 1867-ben. Majd a budapesti egyetemen jogot és bölcseletet hallgatott; letette 1875-ben a jog- és államtudományi, majd a középiskolai tanári vizsgálatot. Az önkéntesi év leszolgálása után 1870-ben a Pester Journal szerkesztésébe lépett. 1872-ben Bécsbe ment a Tagespresse meghívására; a lap egyik szerkesztője volt és hosszabb utazásokat tett külföldön. 1874-ben nem tudta tovább a magyarokat megvédeni a szász agitáció ellen, otthagyta a lapot és a Neue Freie Presse megbízásából Olaszországba ment Petrarca 500 éves jubileumának ünneplésére. Még ugyanazon év őszén visszatért Budapestre és a Neues Pester Journal tárcacikkírója és a törvényszéki rovat vezetője volt; szabad idejét ez alatt a magyar remekíróknak a külföldön való ismertetésére szentelte. 1875-től a fővárosban több évig a tanári pályán működött. Ettől 1880-ban végképp megvált, újságírói foglalkozásához visszatérve, 1881-ben a Pester Lloyd parlamenti rovatvezetője lett és az országgyűlési tudósítások kritikai bevezetését honosította meg a budapesti hírlapokban. Lefordította németre fordította Arany János Buda halála című művét, ezért 1880-ban a Kisfaludy Társaság levelező tagjának választotta meg. 1895-ben megvált a Pester Lloydtól és átvette a Budapesti Tudósító (Budapester Correspondenz) szerkesztését. Társadalmi téren a szünidei gyermektelep intézményét honosította meg Magyarországon és fölvirágzásának egyik főtényezője. 1901-ben megkapta a porosz sasrend IV. és a perzsa nap- és oroszlánrend III. osztályát; 1903. február 8-án pedig a Ferencz József-rend tiszti keresztjét.
Felesége Bróde Júlia volt, Bróde Lipót ügyvéd és Mayer Lujza lánya, akit 1880. december 19-én Budapesten vett nőül.

## Írásai
Cikkei a Fővárosi Lapokban (1875. 251. 255. sz. Pulszky Ferencnél); a Kiss József, Zsidó Évkönyvében (Vörös Ajszik cz. rajza); a Kisfaludy-Társaság Évlapjaiban (XVII. A Nibelungok Buda halálában, székfoglaló 1881. nov. 30., XVIII. 1883. Dux Adolf emlékezete, XXVII. 1890. Ring Mihály emlékezete); az Ung. Revueben (1887. Die ung. Literatur in den letzten fünfzig Jahren, 1888. Johann Arany's Nachlass, 1893. Denkrede auf Faust Pachler); a M. Szellemi Életben (Bpest, 1892. I. Vilmos császár, Haynald bibornok, Gyulai Pál, én) sat.; eredeti német versei és novellái a német szépirodalmi lapokban. Lefordította Tóth Ede Falurosszát «Der Dorflump» cz. (1878.), melyet a hazai és külföldi német színpadokon többször adtak.

## Munkái
- Culturbilder aus Budapest. Leipzig, 1875. (2. kiadás. Uo. 1876.)
- König Buda's Tod. Ein Epos von Johann Arany. Aus dem Ungarischen übersetzt. Uo. 1879. (Ism. Budapesti Szemle XXI.).
- Sub auspiciis imperatoris et regis. Die heurigen Kavallerie- und Korpsmanöver stattgehabt unter den unmittelbaren Befehlen Sr. Majestät. Budapest, 1896.
- Im Manöver Kaiserzelt, Budapest, 1899.

Szerkesztette az Új Országgyűlési Almanachot 1887-1892. Rövid életrajzi adatok a főrendiház és képviselőház tagjairól. Bpest, 1888.; az Országgyűlési Almanachot 1892-1897. Uo. 1892., 1897-1901. Uo. 1897., 1901-1906. Uo. 1901. (Folytatták Fabró Henrik és Ujlaki József).
Vértanú című tragédiájával a 400 aranyos Karátsonyi-díjért pályázott, azonban a Magyar Tudományos Akadémia részéről csak dicséretet nyert.

## Jegyei
† és Δ (a Pester Lloydban és másutt).